# میرالم سلیمانی
میرالم سلیمانی (سیریلیک صربی: Миралем Сулејмани؛ زادهٔ ۵ دسامبر ۱۹۸۸) بازیکن فوتبال اهل صربستان است.
از باشگاه‌هایی که در آن بازی کرده‌است می‌توان به باشگاه فوتبال هیرنفین، باشگاه فوتبال بنفیکا، باشگاه ورزشی یانگ بویز، باشگاه فوتبال آژاکس آمستردام و باشگاه فوتبال پارتیزان اشاره کرد.
وی همچنین در تیم‌های ملی فوتبال زیر ۲۱ سال صربستان و صربستان بازی کرده‌است.